# Kolomna (Schiffstyp)
Der Frachtschiffstyp Kolomna ist der erste in der Deutschen Demokratischen Republik entwickelte Serienfrachtschiffstyp.

## Geschichte

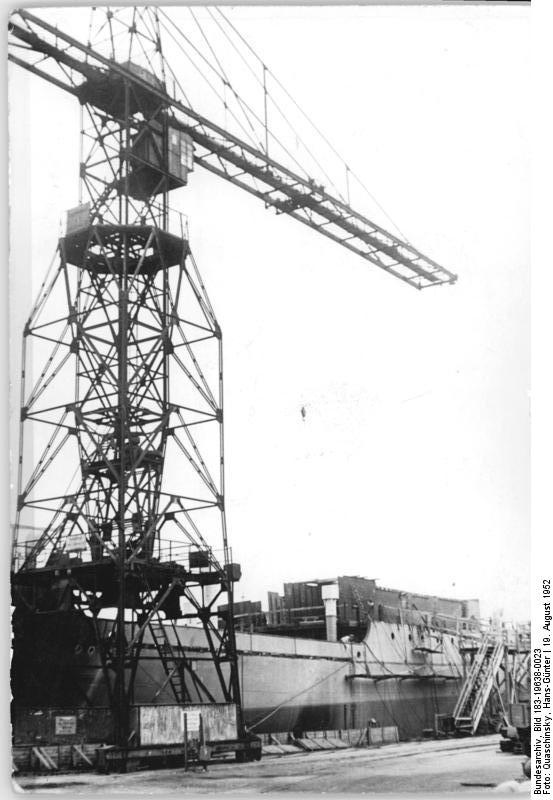
Ein Kolomna-Typ im Bau

Die Neptun Werft entwickelte den Schiffstyp auf der Basis eines sowjetischen Projektentwurfs. Mit den Schiffen Thälmann-Pionier und Christo Botev sowie der Serie Andizhan werden die Serien zusammenfassend auch als Typ 201 bezeichnet.   Die Schiffsserie wurde von 1953 bis 1958 in 19 Einheiten hergestellt. Das Bauprogramm dieses Schiffstyps war gleichzeitig das letzte der DDR mit Dampfmaschinenantrieb, aber schon mit vollständig geschweißten Rümpfen, die in Sektionsbauweise zusammengefügt wurden. Erstes Schiff und Namensgeber der Serie war die nach einer gleichnamigen russischen Stadt benannte und am 21. Februar 1953 an eine sowjetische Reederei übergebene Kolomna mit der Baunummer 201. Die Kolomna blieb bis zum April 1978 in Fahrt und wurde dann abgewrackt. Insgesamt wurde die Mehrzahl der 19 Einheiten an die Sowjetunion geliefert, die beiden im Oktober und November 1954 abgelieferten ersten Neubauten der jungen Flotte der DSR, die Dampfer Rostock und Wismar entstammten dieser Serie. Vier Neubauten gingen nach China. Letztes Schiff der Serie war die am 30. April 1958 abgelieferte Kungur. Die längste Dienstzeit aller Kolomna Schiffe hatte die unter albanischer Flagge fahrende Daijti, welche erst 1997 nach 40 Jahren Fahrzeit im türkischen Aliağa abgebrochen wurde. Noch länger existierte die 1954 gebaute Smela. Sie wurde erst 2006 bei Gemi Yan Sanayi ve Ticaret A.S. in Aliağa abgebrochen, war jedoch schon seit 1992 als Hulk aufgelegt.

## Technik

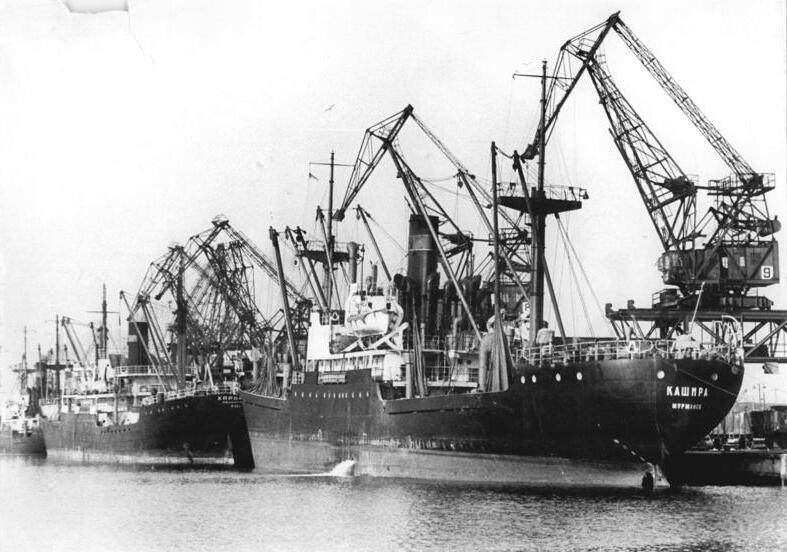
Kolomna-Typ im Hafen

Der Schiffsantrieb bestand aus zwei kohlegefeuerten Wasserrohrkesseln mit Ober- und Untertrommel, die mit automatisierter Feuerung und Kohlenförderanlage, Brechern und Elevatoren für Kohle und Schlacke sowie Vakuumschlackenaufzug ausgerüstet waren. Die 1258 kW leistende LES10 Doppelverbund-Dampfmaschine des Magdeburger Herstellers VEB Schwermaschinenbau „Karl Liebknecht“ und die 544 kW Abdampfturbine wirkten direkt auf einen Festpropeller mit einer Drehzahl von bis zu 90 Umdrehungen pro Minute. Allein die Maschinencrew umfasste, trotz der umfangreichen Automation, 18 Mann.
Die vier Laderäume mit einem Schüttgutvolumen von 5223 m3 und 4943 m3 Ballenraum wurden mit herkömmlichen Scherstöcken, Deckeln und Persenningen seefest verschlossen. Das Ladegeschirr bestand aus zehn Leichtgutladebäumen für jeweils 5 Tonnen und je einem 15 Tonnen und einem 35 Tonnen Schwergutbaum.

## Thälmann-PionierundChristo Botev

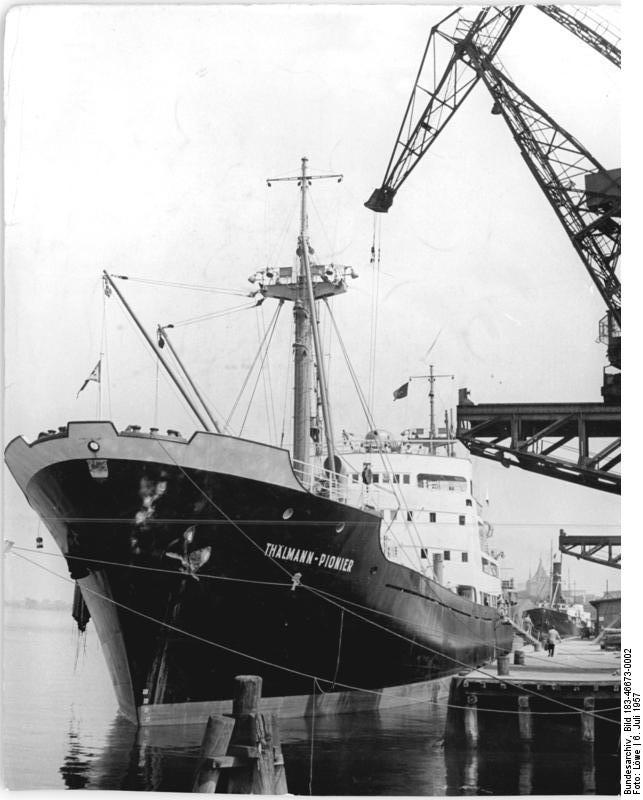
Die Thälmann-Pionier im Rostocker Hafen

Als Weiterentwicklung der Serie Kolomna wurden 1957 die beiden letzten dampfgetriebenen Schiffsneubauten der DDR, Thälmann-Pionier und Christo Botev hergestellt. Bei grundsätzlich gleicher Auslegung drei Metern mehr Länge aber kleinerer Vermessung erhielten diese beiden Schiffe erheblich moderner und großzügiger gestaltete Aufbauten.  Die Antriebsanlagen der beiden Schiffe waren mit einer Ölfeuerung ausgestattet und erreichten eine Leistung von 2024 kW. Durch den Wegfall der Kohlebunker waren die Laderäume mit 5938 m3 Schüttgutvolumen und 5655 m3 Stückgutraum etwas größer geraten. Die Umschlageinrichtungen bestanden aus acht herkömmlichen Ladebäumen ohne Schwergutgeschirr.
Die Thälmann-Pionier wurde am 15. März 1957 an die DSR abgeliefert. Dort wurde sie nach umfangreichen Umbauarbeiten im Jahr 1958 bis zum 12. November 1970 überwiegend im Mittelmeerdienst eingesetzt und danach an die griechische Reederei Symmachia Shipping Cia. Navigation in Piräus verkauft, welche sie bis zu ihrer Verschrottung im Jahr 1979 als Symmachia betrieb.
Die Christo Botev fuhr von 1957 bis 1969 unter bulgarischer Flagge und wurde dann als Solidaritätsgeschenk an die Demokratische Republik Vietnam verschenkt, die sie unter dem Namen Viet Bao weiterbetrieb. Erst 1992 wurde sie schließlich aus dem Register gelöscht.

## Weitere Rümpfe

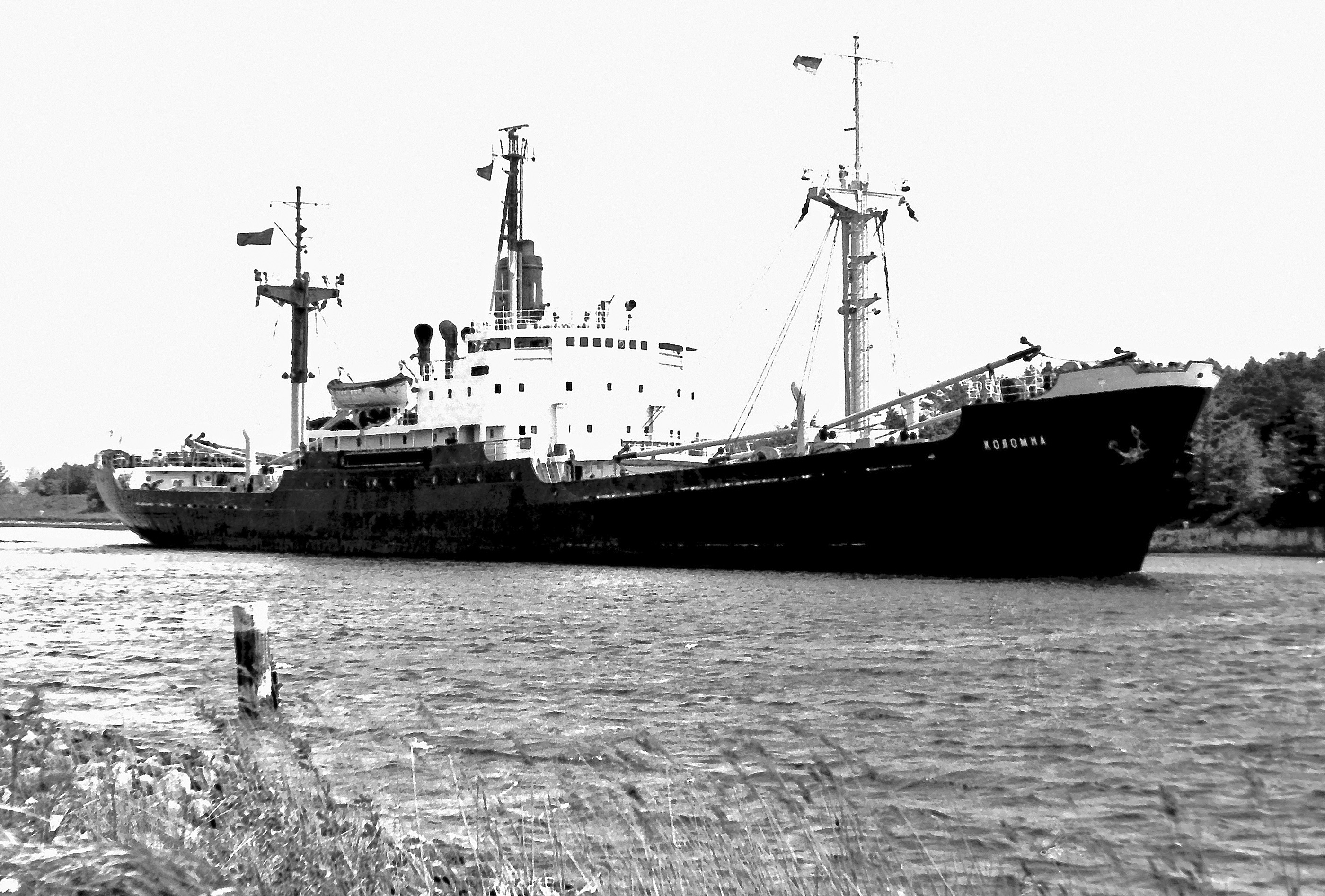
Das Typschiff Kolomna 1969 im Nord-Ostsee-Kanal

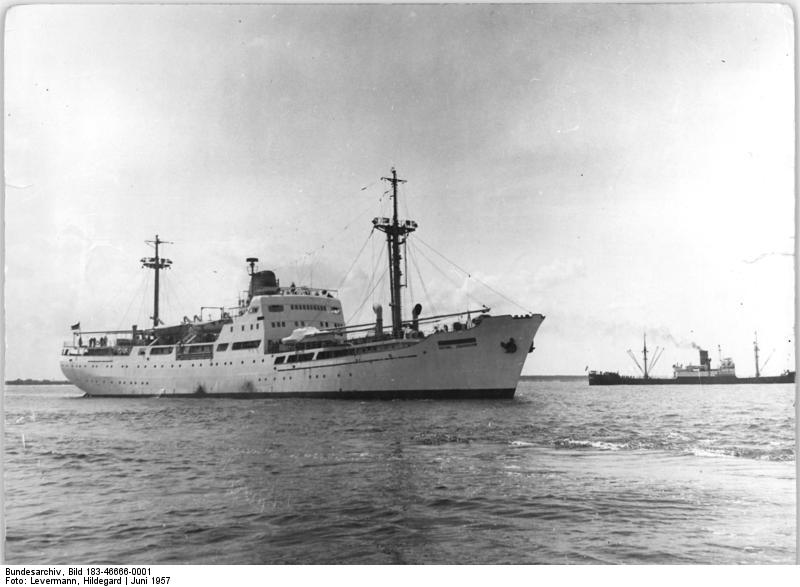
Die Mikhail Lomonosov

Außer den herkömmlichen Frachtschiffen entstanden auf der Basis des Kolomna-Entwurfs noch weitere Schiffe. Am bekanntesten dürfte das 1957 entstandene Forschungsschiff  Mikhail Lomonosov sein. Des Weiteren entstanden neun U-Boot-Depotschiffe der sogenannten Artek-Klasse (russische Bezeichnung: Projekt 233K), von denen zwei an Albanien weitergegeben wurden.

## Die Schiffe (Auswahl)
| VEB „Neptun“ Serie Kolomna und Varianten | VEB „Neptun“ Serie Kolomna und Varianten | VEB „Neptun“ Serie Kolomna und Varianten | VEB „Neptun“ Serie Kolomna und Varianten | VEB „Neptun“ Serie Kolomna und Varianten | VEB „Neptun“ Serie Kolomna und Varianten | VEB „Neptun“ Serie Kolomna und Varianten |
| Bauname                                  | Ausführung                               | Baunummer                                | IMO-Nummer                               | Ablieferung                              | Auftraggeber                             | Umbenennungen und Verbleib |
| ---------------------------------------- | ---------------------------------------- | ---------------------------------------- | ---------------------------------------- | ---------------------------------------- | ---------------------------------------- | --- |
| Kolomna                                  | Stückgutschiff                           | 201                                      | 5191907                                  | 1953                                     | Baltic Shipping Company, Leningrad       | 1978 in der UdSSR verschrottet. |
| Kaluga                                   | Stückgutschiff                           | 202                                      | -                                        | 1954                                     | UdSSR                                    | ? |
| Smela                                    | Stückgutschiff                           | 203                                      | -                                        | 1954                                     | UdSSR                                    | ? |
| Neshin                                   | Stückgutschiff                           | 204                                      | -                                        | 1954                                     | UdSSR                                    | ? |
| Kashira                                  | Stückgutschiff                           | 205                                      | 5183015                                  | 1954                                     | UdSSR                                    | am 14. Juni 1980 zum Abbruch in Gijón eingetroffen.                                                                                           |
| Rostock                                  | Stückgutschiff                           | 206                                      | -                                        | 1954                                     | DSR, Rostock                             | 24. August 1965 Smaragdi, 1968 Lion of Chaeronea, 1985 Abbruch in Griechenland                                                                |
| Wismar                                   | Stückgutschiff                           | 207                                      | -                                        | 1954                                     | DSR, Rostock                             | ? |
| Krasnoaemeysk                            | Stückgutschiff                           | 208                                      | -                                        | 1954                                     | UdSSR                                    | 1956 Militärtransportschiff Megra, 1990 außer Dienst.                                                                                         |
| Kotlas                                   | Stückgutschiff                           | 209                                      | 5195018                                  | 1955                                     | UdSSR                                    | 1987 stationäres Trainingsschiff, 2011 noch in Betrieb der Murmanskoje Basseinowoje Awarino-Spassatelnoje Uprawlenije (MBASU) in Archangelsk. |
| Kuznetsk                                 | Stückgutschiff                           | 210                                      | 5619062                                  | 1955                                     | UdSSR                                    | 1964 Militärtransportschiff Svanetiya, später U-Boot-Depotschiff, 1994 außer Dienst, 2001 in Murmansk verschrottet.                           |
| Kamensk                                  | Stückgutschiff                           | 211                                      | 5180661                                  | 1955                                     | UdSSR                                    | 1983 aufgelegt, im September 2000 noch in Betrieb als stationäres Trainingsschiff in Sankt Petersburg.                                        |
| Arzamas                                  | Stückgutschiff                           | 212                                      | 5025380                                  | 1955                                     | UdSSR                                    | 1984 verschrottet. |
| Balashov                                 | Stückgutschiff                           | 213                                      | 5034367                                  | 1955                                     | Latvian Shipping Company, Riga           | ab 1. Oktober 1985 bei Desguaces y Salvamentos in Aviles verschrottet.                                                                        |
| Atrek                                    | U-Boot-Depotschiff                       | 215                                      | -                                        | 30. Dezember 1955                        | -                                        | später Wohnschiff PKZ-206, Februar 1986 nach Explosion an Bord in Ara-Guba gesunken.                                                          |
| Angarsk                                  | Stückgutschiff                           | 214                                      | 5017151                                  | 1956                                     | Baltic Shipping Company, Leningrad       | 1980 in der UdSSR verschrottet. |
| Arat                                     | U-Boot-Depotschiff                       | 216                                      | -                                        | 3. April 1956                            | -                                        | (Brandwache) |
| BRN76                                    | U-Boot-Depotschiff                       | 219                                      | -                                        | 24. August 1956                          | -                                        | Ayakhta, 1962 als Thamrin an Indonesien, 1993 außer Dienst.                                                                                   |
| BRN77                                    | U-Boot-Depotschiff                       | 220                                      | -                                        | 30. September 1956                       | -                                        | 1993 außer Dienst. |
| BRN78                                    | U-Boot-Depotschiff                       | 221                                      | -                                        | 30. November 1956                        | -                                        | Bahmut |
| BRN79                                    | U-Boot-Depotschiff                       | 222                                      | -                                        | 31. Dezember 1956                        | -                                        | 1991 außer Dienst. |
| BRN40                                    | U-Boot-Depotschiff                       | 227                                      | -                                        | 8. Oktober 1957                          | -                                        | 1961 BRN80, Vladimir Nemchinov, 1968 als Stückgutschiff Djati an Albanien, April 1997 verschrottet.                                           |
| BRN41                                    | U-Boot-Depotschiff                       | 228                                      | -                                        | 27. November 1957                        | -                                        | BRN81, Evgeniy Osipov, später Wohnschiff PKZ-217                                                                                              |
| Mikhail Lomonosov                        | Forschungsschiff                         | 161                                      | -                                        | 1957                                     | UdSSR                                    | ? |
| Thälmann-Pionier                         | Stückgutschiff                           | ?                                        | 5357824                                  | 15. März 1957                            | DSR, Rostock                             | 1970 Symmachia, ab 18. März 1977 in Piräus aufgelegt, ab September 1979 in Eleusis verschrottet.                                              |
| Christo Botev                            | Stückgutschiff                           | ?                                        | 5071951                                  | 1957                                     | Bulgarien                                | 1969 Viet Bao, 1992 im Register gelöscht. |
| Kalach                                   | Stückgutschiff                           | 231                                      | -                                        | 1958                                     | UdSSR                                    | als Ho Ping 44 an China |
| Serov                                    | Stückgutschiff                           | 232                                      | -                                        | 1958                                     | UdSSR                                    | als Ho Ping 45 an China |
| Kizil                                    | Stückgutschiff                           | 233                                      | -                                        | 1958                                     | UdSSR                                    | als Ho Ping 155 an China |
| Kungur                                   | Stückgutschiff                           | 234                                      | -                                        | 1958                                     | UdSSR                                    | als Ho Ping 156 an China |
| Kolpino                                  | Stückgutschiff                           | 239                                      | -                                        | 1958                                     | UdSSR                                    | 1985 außer Dienst gestellt |
| Daten: Lloyd’s Register of Shipping      |                                          |                                          |                                          |                                          |                                          | |